# Sverre Solberg
Sverre Solberg (* 29. Januar 1960 in Drøbak; † 9. Februar 2014 in Norwegen) war ein norwegischer Schauspieler. 

## Leben
Solberg absolvierte von 1981 bis 1984 eine Schauspielerausbildung an der Statens teaterhøgskole und war anschließend von 1984 bis 1990 am Rogaland Teater tätig, wo er auch einige Hauptrollen spielte. Danach zog er nach Oslo und arbeitete als Schauspieler von 1990 bis 1992 am Det norske teatret. Von 1992 an war er am Oslo Nye Teater beschäftigt und trat auch im Radioteatret (Radiotheater) auf. Für seinen Auftritt als Julian in dem Drama Kaiser und Galiläer (Kejser og Galilæer) von Henrik Ibsen am Radioteatret gewann er 2004 den Blå fugl-pris (Blauer Vogel-Preis). Am Oslo Nye Teater trat er auch in dem Theaterstück Das Feuerzeug in der Hauptrolle des Soldaten auf.
Des Weiteren wirkte Solberg auch als Schauspieler in einigen norwegischen Fernsehproduktionen mit. Sein Debüt als Filmschauspieler hatte er 1992 in dem Kurzfilm Gråtende akt und 1994 trat er in der NRK-Fernsehserie Vestavind auf.  Ebenso wirkte Solberg 1995 in der Serie Amalies jul mit und spielte im Jahr 2000 in Soria Moria mit. Solberg trat von 2001 bis 2003 in der TV 2-Serie Fox Grønland als Undercover-Polizist Kjetil Skau auf. Seine bekannteste Rolle im Fernsehen hatte er als charismatische Alexander Löw in der Serie Hotel Cæsar, die Solberg vom Januar 2009 bis zum Dezember 2010 spielte.
Seinen Auftritt im Theater hatte er 2010 am Det norske teatret in einer Inszenierung zu dem Stück Den hemmelige hagen. Sverre Solberg starb am 9. Februar 2014 nach langer Krankheit an Krebs.

## Filmografie
- 1992: Gråtende akt (Kurzfilm)
- 1994: Vestavind
- 1995: Amalies jul
- 2000: Soria Moria
- 2001–2003: Fox Grønland
- 2009–2010: Hotel Cæsar